# هانا بينيسون
هانا بينيسون (مواليد 16 أكتوبر 2002) هي لاعبة كرة قدم سويدية تلعب في مركز خط الوسط في نادي إيفرتون.

## روابط خارجية
- هانا بينيسون على موقع اتحاد السويد (السويدية)
- هانا بينيسون على موقع قاعدة بيانات كرة القدم.إي يو (الإنجليزية)
- هانا بينيسون على موقع Soccerway.com (الإنجليزية)
- هانا بينيسون على موقع عالم كرة القدم.نت (الإنجليزية)
- هانا بينيسون على موقع أوليمبيديا (الإنجليزية)
- هانا بينيسون على موقع اللجنة الأولمبية السويدية (السويدية)